# Ключ 31
| 囗                     | 囗             | 囗             |
| ---------------------- | -------------- | -------------- |
| 30                     | 31             | 32             |
| Піньінь:               | wéi            | wéi            |
| Чжуїнь:                | ㄨㄟˊ          | ㄨㄟˊ          |
| Вейд-Джайлз:           | wei2           | wei2           |
| Ютпхін:                | wai4           | wai4           |
| Он:                    |                |                |
| Кун:                   |                |                |
| Кандзі:                | 国構 kunigamae | 国構 kunigamae |
| Хун:                   | 에운담 eundam  | 에운담 eundam  |
| Им:                    | 위 wi          | 위 wi          |
| Індекс у Вікісловнику: | 囗             | 囗             |

Ключ 31 — ієрогліфічний ключ, що означає огорожа і є одним із 31 (загалом існує 214) ключа Кансі, що складаються з трьох рисок.
У Словнику Кансі 118 символів із 40 030 використовують цей ключ.

## Символи, що використовують ключ 31

Як писати ієрогліф.

| кількість рисок | ієрогліфи                                                      |
| --------------- | -------------------------------------------------------------- |
| без додаткових  | 囗                                                             |
| 2 додаткові     | 囙 囚 四 囜                                                    |
| 3 додаткові     | 囝 回 囟 因 囡 团 団                                           |
| 4 додаткові     | 囤 囥 囦 囧 囨 囩 囪 囫 囬 园 囮 囯 困 囱 囲 図 围 囵 囶 囷 囸 |
| 5 додаткових    | 囹 固 囻 囼 国 图                                              |
| 6 додаткових    | 囿 圀                                                          |
| 7 додаткових    | 圁 圂 圃 圄 圅 圆                                              |
| 8 додаткових    | 圇 圈 圉 圊 國                                                 |
| 9 додаткових    | 圌 圍 圎 圏 圐                                                 |
| 10 додаткових   | 圑 園 圓 圔 圕                                                 |
| 11 додаткових   | 圖 圗 團 圙                                                    |
| 12 додаткових   | 圚                                                             |
| 13 додаткових   | 圛 圜                                                          |
| 19 додаткових   | 圝                                                             |
| 23 додаткові    | 圞                                                             |